# دیرلی (بازیکن فوتبال)
واندرلی فرناندس سیلوا (به پرتغالی: Vanderlei Fernandes Silva) معروف به دیرلی (Derlei) بازیکن فوتبال در پست مهاجم اهل برزیل است که در شهر سائو برناردو دو کامپو و در تاریخ ۱۴ ژوئیهٔ ۱۹۷۵ به دنیا آمده‌است.

## باشگاهی
دیرلی در تیم‌های فوتبال پورتو، دینامو مسکو، بنفیکا و اسپورتینگ لیسبون سابقهٔ حضور دارد.